# Max Deuring
Max Friedrich Deuring (9 décembre 1907 à Göttingen – 20 décembre 1984 à Göttingen) est un mathématicien allemand qui a surtout travaillé en algèbre et en théorie des nombres.

## Biographie
Deuring fut étudiant à l'université de Göttingen en mathématiques et physique de 1926 à 1930 (sauf le semestre d'hiver de 1928-1929 où il se trouvait à Rome, auprès de Francesco Severi). Emmy Noether dirigea sa thèse sur la « théorie arithmétique des fonctions algébriques »,, soutenue en 1930,. Comme l'indique ce titre, l'ambition était de construire une théorie algébrique parallèle à la théorie des corps de classes des corps de nombres, qui engloberait aussi la théorie des corps de fonctions sur les rationnels et sur les corps finis. Ce programme occupa Deuring jusque dans les années 1940. Dans les années 1930, il travailla aussi sur la théorie des algèbres et résuma les péripéties du développement de ce domaine, dont les principaux acteurs furent Emmy Noether et Helmut Hasse et leurs collaborateurs, dans Algebren, qui devint un ouvrage standard.
Il travailla aussi en théorie analytique des nombres, par exemple sur le problème du nombre de classes de Gauss. Il fut un temps assistant à Leipzig de van der Waerden (un ami de Deuring, issu lui aussi du groupe qui gravitait autour d'Emmy Noether), puis passa son habilitation en 1935 à Göttingen, mais n'obtint qu'en 1938 un poste de maître de conférences à Iéna, puis en 1943 de professeur à Poznań (il était la bête noire des nazis à cause de ses vues libérales). Dans les années 1940, il travailla à la construction de la théorie algébrique des corps de fonctions elliptiques et hyperelliptiques ,, dans le but de démontrer l'hypothèse de Riemann pour ces dernières (le cas elliptique avait déjà été traité par Hasse dans les années 1930). Mais André Weil, qui y travaillait en même temps, le concurrençait et le devançait. Avec sa théorie algébrique des corps de fonctions elliptiques, Deuring put aussi commencer l'élaboration de la théorie de la multiplication complexe (présentée dans son rapport dans la nouvelle édition de l'Enzyklopädie der mathematischen Wissenschaften). Là aussi Weil alla plus loin, avec Shimura et Taniyama, en étudiant une généralisation des variétés abéliennes. Dans les années 1950, Deuring travailla entre autres sur les fonctions zêta de corps de fonctions elliptiques à multiplication complexe (avec Weil et d'autres).
Après la guerre, Deuring fut professeur à Marbourg en 1947 et Hambourg en 1948. En 1950, il succéda à Gustav Herglotz à Göttingen, où il resta jusqu'à sa retraite en 1976, hormis des séjours à l'Institute for Advanced Study à Princeton et au Tata Institute à Bombay. Il eut plus de quarante étudiants de thèse, dont Rudolf Ahlswede, Karl Peter Grotemeyer (de), Max Koecher et Hans-Egon Richert.
Dans un travail de 1968, il réhabilita la preuve de Kurt Heegner sur les corps quadratiques imaginaires dont le nombre de classes vaut 1, preuve qui en son temps n'avait pas été reconnue, contrairement à la démonstration ultérieure de Harold Stark.
Deuring fut membre de l'Académie des sciences de Göttingen, de l'Académie des sciences et des lettres de Mayence et de la Leopoldina à Halle. En 1958, il fut orateur invité au Congrès international des mathématiciens à Édimbourg.

## Publications
Deuring a écrit entre autres les ouvrages suivants :
- Algebren, Springer, 1935
- Sinn und Bedeutung der mathematischen Erkenntnis, Hamburg, Meiner, 1949
- Lectures on the theory of algebraic functions of one variable, Lecture Notes in Mathematics, vol. 314, Springer, 1973 (tiré de son cours au Tata Institute)